# 109
109（百九、ひゃくきゅう）は自然数、また整数において、108の次で110の前の数である。

## 性質
- 109は29番目の素数であり、1つ前は107、次は113である。
  - 約数の和は110。
- 10番目のスーパー素数である。1つ前は83、次は127。
- 107と109は10番目に小さな双子素数である。1つ前は(101, 103) 、次は(137, 139) 。
  - (101, 103, 107, 109) の4数の組は3番目の四つ子素数である。1つ前は(11, 13, 17, 19) 、次は(191, 193, 197, 199)。
- 10…09 の形の最小の素数である。次は1009。ただし挟まれた数は無くてもいいとすると最小は19。(オンライン整数列大辞典の数列 A102008)
- 109 = 100 × 1 + 9
  - n = 1 のときの 100n + 9 の形で表せる最小の素数である。次は409。(オンライン整数列大辞典の数列 A166560)
    - 末尾の2桁が09の最小の素数である。次は409。
- 1/109 = 0.009174311926605504587155963302752293577981651376146788990825688073394495412844036697247706422018348623853211 ... (下線部は循環節で長さは108)
  - 循環節が n − 1 (全ての余りを巡回する)桁である10番目の素数である。1つ前は97、次は113。
  - 逆数が循環小数になる数で循環節が108になる最小の数である。次は218。
  - 循環節が n になる最小の数である。1つ前の107は643、次の109は1192679。(オンライン整数列大辞典の数列 A003060)
- π(600) = 109 (ただしπ(x)は素数計数関数)
  - 600までの素数は109個ある。1つ前の500までは95、次の700までは125。(オンライン整数列大辞典の数列 A028505)
- 各位の和が10になる10番目の数である。1つ前は91、次は118。
  - 各位の和が10になる数で素数になる4番目の数である。1つ前は73、次は127。(オンライン整数列大辞典の数列 A107579)
  - 各位の和(数字和)が n になる n 番目の数である。1つ前は81、次は137。
- 109 = 22 × 33 + 1より、11番目のピアポント素数である。1つ前は97、次は163。(オンライン整数列大辞典の数列 A005109)
- 109 = 32 + 102
  - 異なる2つの平方数の和で表せる33番目の数である。1つ前は106、次は113。(オンライン整数列大辞典の数列 A004431)
- 109 = 32 + 62 + 82
  - 3つの平方数の和1通りで表せる47番目の数である。1つ前は106、次は115。(オンライン整数列大辞典の数列 A025321)
  - 異なる3つの平方数の和1通りで表せる32番目の数である。1つ前は107、次は113。(オンライン整数列大辞典の数列 A025339)
  - n = 2 のときの 3n + 6n + 8n の値とみたとき1つ前は17、次は755。(オンライン整数列大辞典の数列 A074556)
- 連続整数を降順に並べてできる10番目の数である。1つ前は98、次は1110。(オンライン整数列大辞典の数列 A127423)
  - 2つの連続する数を降順に並べてできる2番目の素数である。1つ前は43、次は2221。(オンライン整数列大辞典の数列 A052089)
  - 連続する数を降順に並べてできる6番目の素数である。1つ前は43、次は10987。(オンライン整数列大辞典の数列 A120804)
- 109 = 102 + 10 − 1 = 112 − 11 − 1
  - n = 10 のときの n2 + n − 1 の値とみたとき1つ前は89、次は131。(オンライン整数列大辞典の数列 A028387)
    - この形の8番目の素数である。1つ前は89、次は131。(オンライン整数列大辞典の数列 A002327)
- 109 = 34 + 3 × 32 + 1
  - x = 3 のときの フィボナッチ多項式 F5(x) = x4 + 3x2 + 1 の値とみたとき1つ前は29、次は305。(オンライン整数列大辞典の数列 A057721)

## その他109に関連すること
- 109番目のもの
  - 西暦109年
  - 第109番元素はマイトネリウム (Mt) 。
  - 第109代天皇は明正天皇である。
  - 第109代ローマ教皇はハドリアヌス3世（在位：884年5月17日～885年9月）である。
  - クルアーンにおける第109番目のスーラは不信者たちである。
- 109×単位
  - 太陽の直径は、地球のおよそ109倍ある。太陽の体積は地球のおよそ 1093 倍で約130万倍である。
- 規格
  - 109キーボード：キートップが109個のキーボード。
  - TCP/IPでは受信メールサーバのプロトコルPOP2のポート番号。
- 音楽
  - かつて存在した女性歌手グループ煩悩ガールズの最終的な人数（当初は108人だったがオーディションで1人追加された）。
  - AKB48の11thシングル「大声ダイヤモンド」のカップリング曲で、チームA 5th Stage「恋愛禁止条例」の曲でもある。
  - One-O-Nine：Dominoの楽曲(SEB Vol203収録)。 サビの部分で｢イチマルキュー｣と連呼するなど、SHIBUYA109を思わせる歌詞である。

## 10・9
- 東急グループの語呂合わせ。商業施設のSHIBUYA 109、映画館の109シネマズなど。
- 徳永暁人のソロライブの名称は「Route 109」（徳の道）。